# Trimma striata
Trimma striata és una espècie de peix de la família dels gòbids i de l'ordre dels perciformes.

## Morfologia
- Els mascles poden assolir 3 cm de longitud total.[3][4]

## Hàbitat
És un peix marí de clima tropical i associat als esculls de corall fins als 20-30 m de fondària.

## Distribució geogràfica
Es troba a les Maldives i des de les Filipines fins a Austràlia.